# Tom Thacker (músico)
Thomas Arnold "Tom" Thacker (Langley, BC, Canadá, 11 de abril de 1973) es el guitarrista y cantante de la banda Sum 41 y de Gob. Thacker formó Gob junto con Theo Goutzinakis en 1994. Fue el guitarrista de gira de Sum 41, pero desde la marcha de Dave Baksh se convirtió en miembro oficial de la banda.

## Carrera profesional

### Gob (1994-presente)
Thacker es el vocalista y uno de los dos guitarristas de la banda de Punk-Rock Gob . Formó la banda con Theo Goutzinakis , Pat Wolfman en la batería, y Macaulay Kelly en el bajo. Lanzaron su debut homónimo en 1994. Desde la firma con Nettwerk y EMI, la banda ha lanzado cinco álbumes de estudio. El actual bajista y el baterista, Steven y Gabe, se unieron a la banda después. Él usa una Gibson SG, una PRS McCarty y una Les Paul Gibson.

### Sum 41 (2007-presente)
Thacker también se unió a Sum 41 como guitarrista de gira a principios de 2007. Con Sum 41 por lo general toca con una Gibson Les Paul, que fue un regalo de Deryck Whibley cuando ayudó a la banda. También toca el teclado de Sum 41, y realiza los coros.
El 26 de junio de 2009, en un chat especial que tuvo lugar en AbsolutePunk.net, el líder de Sum 41 Deryck Whibley, dejó en claro que Tom era un miembro oficial de la banda y no sólo un miembro de gira. El 20 de julio de 2009, Steve Jocz confirmó que Thacker aparecerá en el próximo álbum de Sum 41.
Tom ha declarado que escribió "Panic Attack" para el nuevo disco de Sum 41, y ha confirmado que el tema ha sido rehecho, reorganizado y rebautizado como "Screaming Bloody Murder" por Deryck Whibley.

### Otros proyectos musicales
Bajo el nombre de Tommy, Tom Thacker tocó la batería en el pop punk canadiense The McRackins para su álbum de 1995 What Came First?. Regresó nuevamente para jugar en su lanzamiento de 1999 Comicbooks y Bubblegum.
El 2 de septiembre de 2011, en una entrevista con Todd Morse, dijo que la banda planea realizar su primera gira europea en diciembre, posiblemente con Tom Thacker tocando la guitarra principal. Se rumorea que Matt Brann se unirá a la formación de gira en la batería. En una entrevista con Thacker, confirmó que fue él quien sugirió a Cone y Todd que hicieran una gira con Operation MD en el invierno, después de que Sum 41 cancelara todas las fechas de su gira por el resto de 2011.
En 2013, Thacker tocó en 2 shows con The Offspring reemplazando al guitarrista de gira Todd Morse. En julio y agosto de 2017, realizó una gira con The Offspring nuevamente en reemplazo de Morse, quien reemplazaba al guitarrista principal Noodles.

## Discografía

### Gob
- Gob (album) (1994)
- Too Late... No Friends (1995)
- How Far Shallow Takes You (1998)
- World According to Gob (2001)
- Foot in Mouth Disease (2003)
- Muertos Vivos (2007)
- Gob documentary (2011)

### Sum 41
- All the Good Shit (2009)
- Screaming Bloody Murder (2011)
- 13 Voices (2016)
- Order In Decline (2019)
- Heaven :x: Hell (2024)